# Johann Daniel Longolius
Johann Daniel Longolius (* 10. August 1677 in Rückersdorf bei Meißen; † 1. Mai 1740 in Budissin) war ein deutscher Arzt und Mathematiker.

## Leben
Longolius war Sohn des Pfarrers Renatus Friederikus Longolius. Er durchlief die Schulen in Budissin, ging an die Universität Leipzig. Dort studierte er Philosophie, Philologie und Theologie. Er bereitete sich in Leipzig auf das Predigeramt vor, wurde aber durch seinen Vater in die Heimat zurückberufen. Dort nahm er eine Stelle als Hauslehrer an. Als sein Vater am 7. November 1698 gestorben war, kehrte Longolius an die Universität zurück und erhielt 1699 den philosophischen Magistergrad.
Longolius versuchte eine Stelle als Lehrer zu erhalten. Da sich dies aber nicht verwirklichte, kam er an die Universität Halle, an der er unter Georg Ernst Stahl Medizin studierte. 1704 habilitierte er sich außerdem als Dozent an der Philosophischen Fakultät. 1705 nahm er eine Lehrerstelle in Berlin an und widmete sich zugleich dem Studium der Mathematik, bevor er 1707 nach Halle zurückkehrte. Er lehrte dort anschließend Philosophie und Mathematik. Seine Promotion zum Dr. med. erfolgte 1709.
Longolius kehrte 1710 in seine Heimat zurück, zur Behandlung von Johann Christoph von Nostiz, einem ehemaligen Schüler, dem er das Leben rettete. Danach ließ er sich in Budissin als praktischer Arzt nieder. Außerdem betätigte er sich schriftstellerisch auf verschiedenen Wissenschaftsgebieten.

## Werke (Auswahl)
- Einleitung zu gründlicher Erkäntniß einer jeden insonderheit aber der deutschen Sprache, Richter, Budissin 1715.
- Warhafftiger Temperamentist, oder Unbetrügliche Kunst, der Menschen Gemüther nach ihren natürlichen und moralischen Haupt-Eigenschafften zu unterscheiden, Richter, Budissin 1716.
- Galanter Patiente, Hübnern, Budissin 1727.
- Systema Stahlianum, Budissin 1732.
- Entlarvte Mathematik oder zulänglicher Entwurf einer ganz neuen Grundmathematik, Budissin 1735.